# Шосе (фільм)
Шосе (англ. Freeway) — американський трилер.

## Сюжет
На швидкісній автомагістралі в Лос-Анджелесі відбуваються вбивства. Поліція ніяк не може знайти вбивцю. Вбивця ж є божевільним снайпером, у нього манія величі, і він уявив себе слугою Бога. Кожну наступну жертву злочинець вибирає навмання. Сара Харпер — звичайна медсестра, її наречений був убитий цим психопатом. Вона хоче, щоб вбивця був покараний і звертається в поліцію, але та виявляється безсилою. Тоді жінка вирішує самостійно знайти злочинця й помститися йому.

## У ролях
- Дарленн Флюгел — Сара Харпер
- Джеймс Руссо — Френк Куінн
- Біллі Драго — Едвард Ентоні Хеллер
- Річард Белзер — доктор Девід Лазар
- Майкл Каллан — лейтенант Бойл
- Джо Палезе — детектив Гомес
- Стів Френкен — адвокат
- Брайан Кайзер — Моррі
- Кеннет Тобі — Монсеньйор Кавана
- Джуліанна Дайара — Розанна Рівера